# Pila u Karlových Var

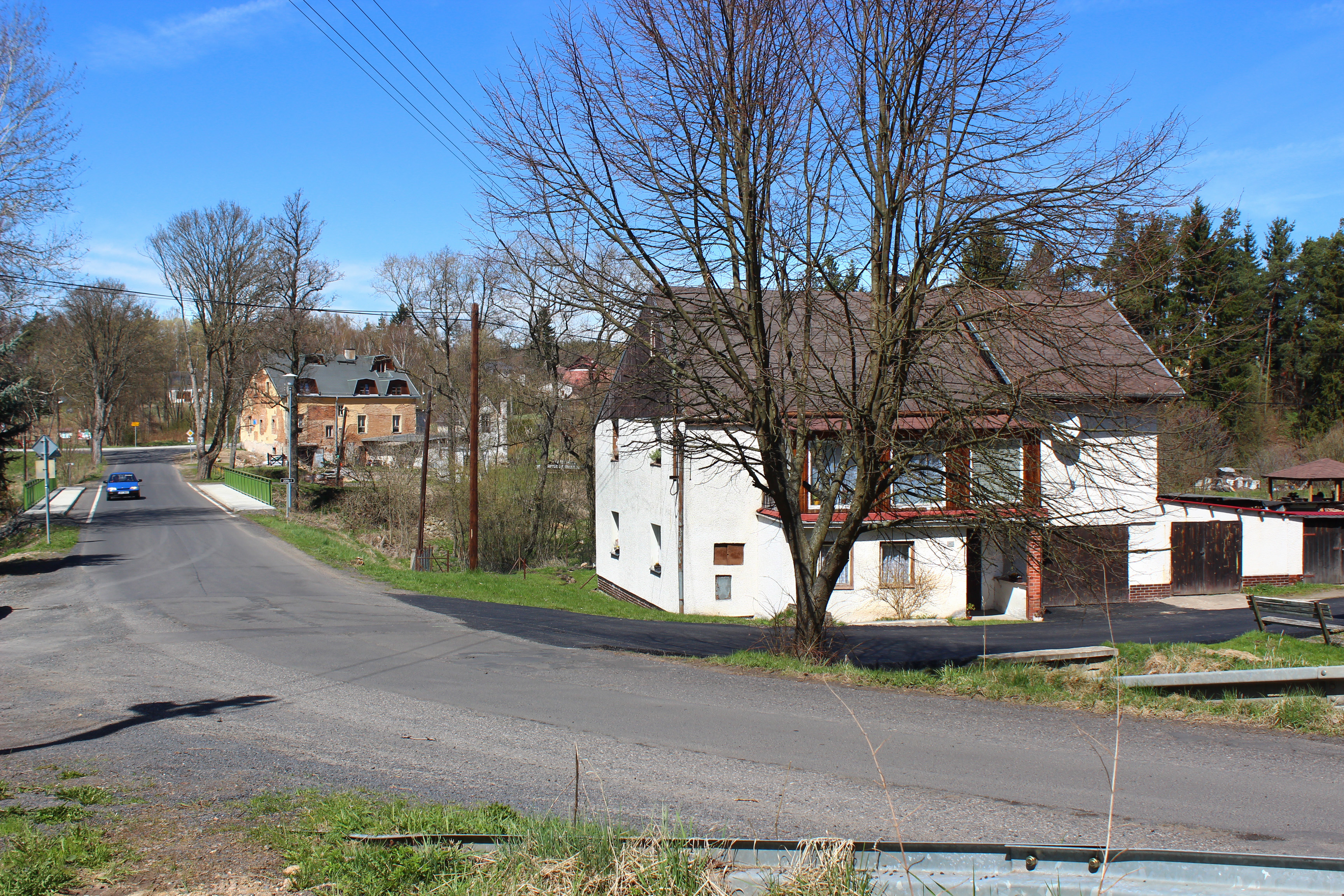

Pila (deutsch  Schneidmühl)  ist eine Gemeinde in Tschechien. Sie liegt sechs Kilometer südöstlich von Karlovy Vary und gehört zum Okres Karlovy Vary.

## Geographie
Pila befindet sich am Rande des Kaiserwaldes im Tal des Lomnický potok. Nördlich liegt der Flughafen Karlsbad, im Westen der Stausee Stanovice. Südlich befinden sich Stollen und Haldenzüge des früheren Bergbaus.
Nachbarorte sind Olšová Vrata im Norden, Andělská Hora im Nordosten, Žalmanov, Peklo und Nová Víska im Osten, Podlesí und Dlouhá Lomnice im Südosten, Rybničná, Nové Kounice und Dolní Dražov im Süden, Dražov, Nové Stanovice und Stanovice im Südwesten, Cihelny im Westen sowie Kolová im Nordwesten.

## Geschichte
Seit 1597 stand im zur Herrschaft Bečov nad Teplou gehörigen Tal des Lammitzbaches eine Mühle, deren Existenz seit den 1620er Jahren schriftlich belegt ist. Später kam noch eine Schneidemühle hinzu. Während des Dreißigjährigen Krieges wurde die Ansiedlung von schwedischen Truppen heimgesucht. In der berní rula  von 1654 sind für Schneidmühl, das zum Kataster von Funkenstein gehörte, sechs Beisassen, darunter drei Köhler ausgewiesen. 1713 bildete Schneidmühl eine eigene Dorfgemeinde mit einem Schulzen. Bis 1780 war das Dorf auf 43 Häuser angewachsen. Während der Herrschaft von Dominik von Kaunitz wurde das Dorf vergrößert. 1840 bestand Schneidmühl aus 92 Häusern und hatte 579 Einwohner.
Nach der Aufhebung der Patrimonialherrschaften bildete Schneidmühl/Pila ab 1850 eine politische Gemeinde im Bezirk Karlsbad. Südlich von Pila wurde ab 1880 Eisenerz abgebaut. Später erfolgte am Uhelný vrch bei Dražov der Abbau von Braun- und Wachskohle, der 1968 eingestellt wurde. 1901 bestand das Dorf aus 118 Häusern, in denen 725 Deutschböhmen lebten. 1930 hatte die Gemeinde 829 Einwohner. Infolge des Münchner Abkommens wurde Schneidmühl 1938 dem Deutschen Reich angeschlossen. 1939 lebten in Schneidmühl 835 Menschen. Von 1938 bis 1945 war die Gemeinde Teil des deutschen Landkreises Karlsbad und kam nach dem Ende des Zweiten Weltkrieges zur Tschechoslowakei zurück. Ab 1945 erfolgte die Vertreibung von 160 deutschen Familien und die Ansiedlung von tschechischer Bevölkerung.
Von 1946 bis 1960 gehörte Pila zum Okres Karlovy Vary-okolí und seit 1961 wieder zum Okres Karlovy Vary.  Zwischen 1976 und 1999 war Pila nach Kolová eingemeindet.

## Gemeindegliederung
Für die Gemeinde Pila sind keine Ortsteile ausgewiesen. Zu Pila gehört die Ansiedlung Telenec (Kalmstall).

## Persönlichkeiten
- Dominik Löw (* 1863 in Schneidmühl; † 1931 in Karlsbad), österreichischer Politiker, Bürgermeister von Drakowitz

## Sehenswürdigkeiten
- Kapelle auf dem Friedhof, geweiht 1936
- Wackelstein (Vyklan), südlich des Dorfes am Osthand des Výhledy über dem Tal des Javorná-Baches

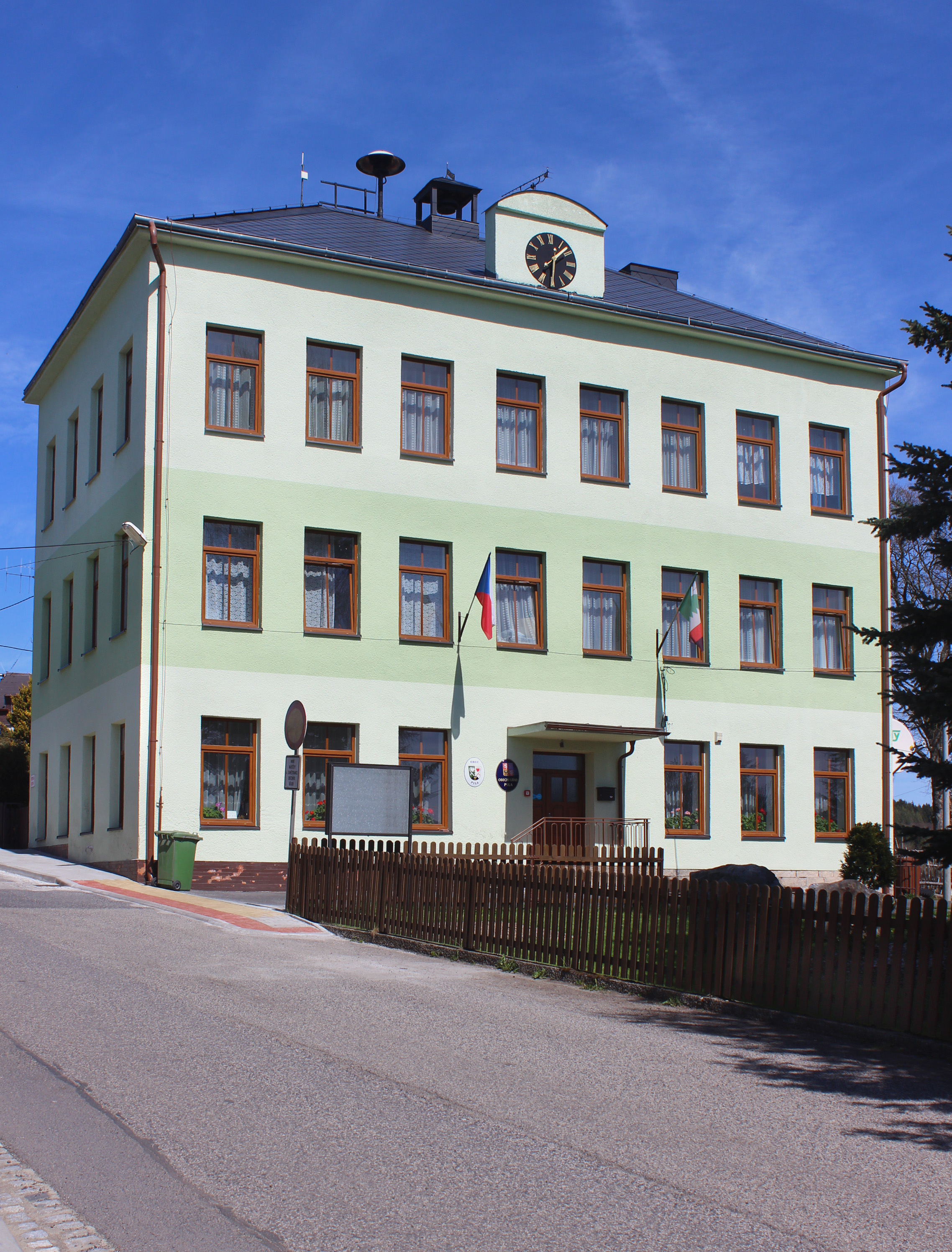
Gemeindebehörde
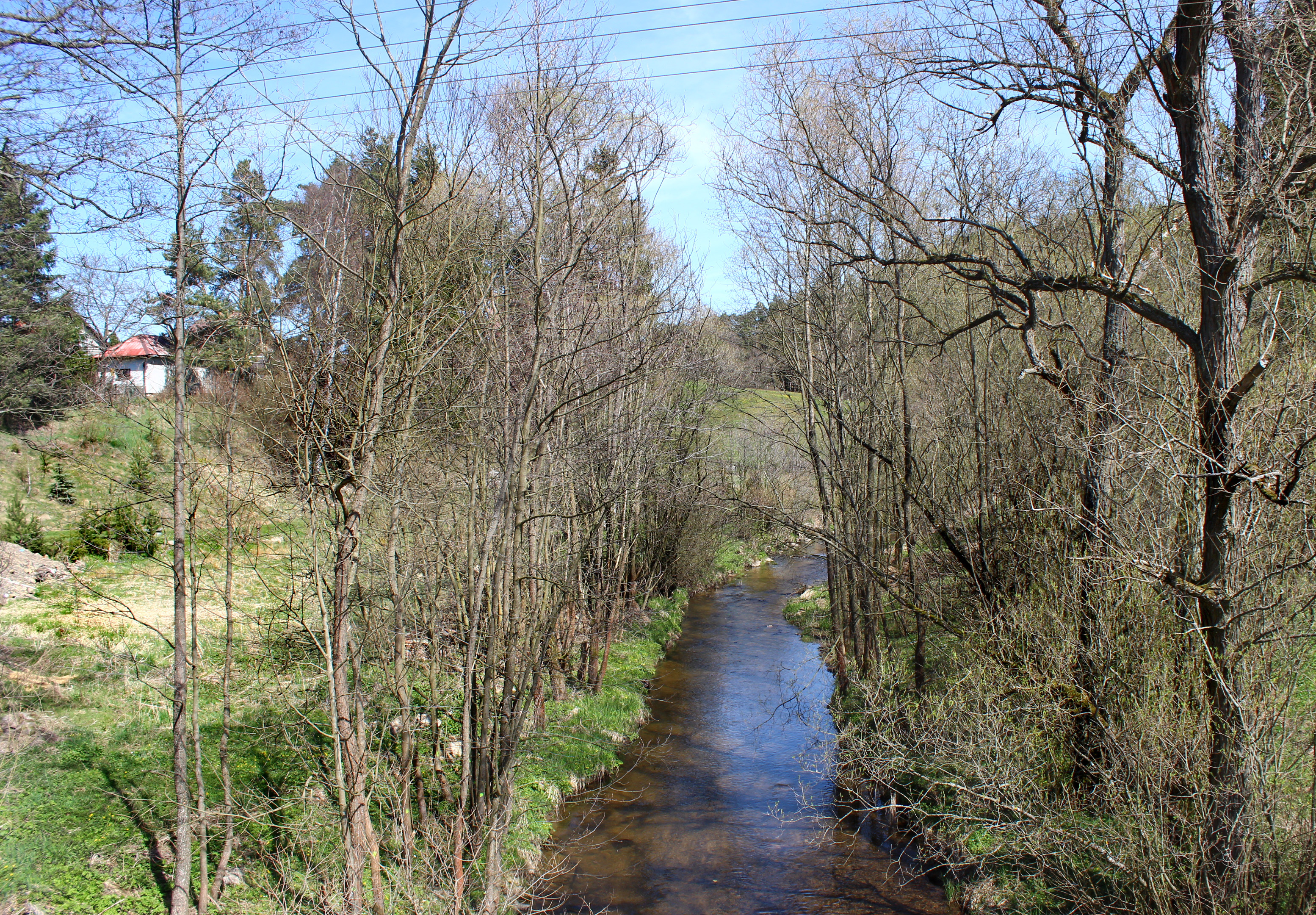
Lomnický Bach